# Max Wilson
Max Wilson, född den 10 augusti 1972 i Hamburg i Tyskland, är en brasiliansk racerförare.

## Racingkarriär
Wilson blev tvåa i brasilianska formel Chevrolet 1994; vilket gav honom chansen i Sud Am F3 1995; i vilken han slutade tvåa bakom Ricardo Zonta. Efter att ha gjort inhopp i det Tyska F3-mästerskapet och DTM under 1996 (där han i DTM blev tvåa på Interlagos), flyttade Wilson till formel 3000, där han 1997 slutade på en femteplats totalt. 1998 och 1999 gav dock inte den utveckling som Wilson hade hoppats på; då han slutade nia respektive åtta i tabellen. 2001 gjorde Wilson debut i CART; men utan att lyckas. 2002 prövade han istället V8 Supercar. I den serien blev han sedermera kvar. Den främsta meriten var en omgångspallplats i säsongsavslutningen 2003. Wilsons bästa slutplacering i serien var en 15:e plats 2006.